# Suzanne Rey de Jaegher
Suzanne Rey de Jaegher est une artiste peintre française née le 6 août 1907 dans le 14e arrondissement de Paris et morte le 21 août 1994 à Juvisy-sur-Orge. 

## Biographie
Le père de Suzanne Rey de Jaegher, Marcel de Jaegher (1879-1964), est un artiste graveur et aquarelliste. Elle a un frère plus jeune, qui est médecin, Jean de Jaegher (1919-2000).

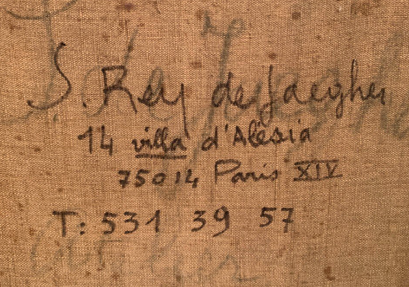
Mention au dos des toiles de Suzanne Rey de Jaegher.

Elle étudie la peinture à l'École nationale supérieure des Beaux-Arts de Paris de 1927 à 1933. En 1932, elle obtient le prix Brizard. Son atelier, aujourd'hui disparu, est situé au 14 de la villa d'Alésia dans le 14e arrondissement de Paris.
Elle épouse le sculpteur Henri-Paul Rey en 1935 à Besançon, d'où son époux est originaire.
Suzanne Rey de Jaegher meurt le 21 août 1994.